# Klieonychocamptoides arenicola
Klieonychocamptoides arenicola är en kräftdjursart som först beskrevs av Chapp., Delam., Deboutt. 1956.  Klieonychocamptoides arenicola ingår i släktet Klieonychocamptoides och familjen Laophontidae. Inga underarter finns listade i Catalogue of Life.